# Хосе Брайр
Хосе́ Брайр (18 березня 1889  – 1980) — бельгійський франкомовний поет ХХ століття

## Біографія
Хосе Брайр є одним із батьків-засновників Академії Шарля Кро. Він був також членом комітету Клода Дебюссі у Сен-Жермен-ан-Ле. Як музичний критик і теоретик, він написав кілька книг про Артура Онеґґера, оперету, історію музики та таких композиторів, як Франц Шуберт, Ференц Ліст, В. Брамс, Массне, Моріса Равеля, і так далі.
За життя він був знайомий із Франсісом Пуленком, Морісом Равелєм, Альфредом Корто, Анрі Дютійо, Олів'є Мессіаном, бельгійським композитором Марселем Орбаном, російським митцем Ігорем Стравінським та Іваном Вишнеградським, а також знав музикознавців Арманда Паніґеля, Жана Роя, Антуана Ґолеа, Жака Буржуа і Леона Валласа. Він був другом Жоржа Феша, батька франко-бельгійський банкіра й композитора Жака Феша. Хосе Брайр брав участь у французькому радіо-шоу Club des amateurs de disques (Клуб любителів диско), пізніше названий La Tribune des critiques de disques (Трибуна рекордсменів). Він похований на стародавньому цвинтарі міста Сен-Жермен-ан-Ле.

## Праці
- Історія музики, Брайр Хосе [Архівовано 7 вересня 2017 у Wayback Machine.] на сайті vieux-bouquins.com